# Manuel Piña (baloncestista)
Manuel Antonio Piña Reynés, (nacido el 24 de enero de 1965 en Palma de Mallorca, Islas Baleares) es un exjugador de baloncesto español. Con 1.98 de estatura, su puesto natural en la cancha era el de alero. 

## Trayectoria
- Cantera Cotonificio Badalona.
- Lícor 43 Santa Coloma (1983-1985)
- Bàsquet Manresa (1985-1986)
- Santa Coloma (1986-1988)
- Oximesa Granada (1988-1990)
- Club Bàsquet Llíria (1991-1992)
- CB Ciudad de Huelva (1992-1994)
- Caleta de Fuste Fuerteventura (1994-1995)
- Melilla Baloncesto (1995-1996)